# 中央档案馆
中央档案馆和国家档案局，一个机构两块牌子，是主管中华人民共和国党和国家档案接收、征集、整理、保管的中共中央直属机关的下属机构暨国务院部委管理的国家局，现由中共中央办公厅管理。

## 沿革

### 中央文库
1926年7月，中共四届三中全会通过《组织问题议决案》，决定“增设中央秘书处，以总揽中央各种技术工作”。中央秘书处成立后，内设的文书科承担了文件阅览、保管、收发等项职责。1927年10月正式成立文件保管处。1930年4月，中共中央《对秘密工作给中央各部委全体工作同志的信》中称，因环境恶劣，各机关不宜保存文件，“不需要的文件，必须随时送至保管处保存”。至1930年10月，文件保管处已集中大批文件。后来文件保管处撤销，随即成立中央文库，由周恩来直接联系。1931年1月中共六届四中全会后，中共中央政治局常委周恩来分管中央秘书处工作，并兼任中共中央秘密工作委员会负责人，继续指导中央文库的工作。中央文库对外通过“家庭化”方式出现，成员各有职业和身份，但是不参加群众集会及游行，不参加保护中央文库以外的政治斗争等活动，以减少同外界接触，避免暴露。周恩来还请瞿秋白起草了《文件处置办法》，其中规定各种文件应当保存两份，“一份存阅（备调阅，即归还）、一份入库，交将来（我们天下）之党史委员会”。中央文库严格执行了《文件处置办法》。
中央文库收集和保管的是1922年起至1933年中共中央自上海迁到江西瑞金止的中央及各地党组织的文件、中国工农红军档案、中华苏维埃政府文件等，共计2万多件。其中包括中国共产党第二次全国代表大会到第六次全国代表大会的全部文件，1927年至1932年中央政治局和中央委员会会议记录，包括邓小平所作的八七会议记录。另外还有许多重要报告及文献，例如1927年8月《关于湘鄂粤赣四省农民秋收暴动大纲》、1928年11月毛泽东的《井冈山的斗争》、1929年9月陈毅的《关于朱毛红军的历史及其状况的报告》、1931年4月邓小平的《七军工作报告》、1931年11月中华苏维埃第一次全国代表大会通过的《中华苏维埃共和国宪法大纲》等。
中央文库自1930年建立至1949年5月上海解放，一直设在上海。1940年，为给毛泽东主持编辑《六大以来》提供资料，周恩来通过秘密渠道从中央文库将一批档案文献调至延安；当时还曾设想将中央文库全部文件调到延安，但因条件不具备而未实现。中共党员张唯一、陈为人、徐强、吴成方、缪谷稔、陈来生等及相关人员先后负责管理中央文库。其中，陈为人1932年到1937年负责管理中央文库，曾一度与中共党组织中断联系，一家5口靠典卖家产生活。陈为人患严重肺病无钱医治，却仍设法保全中央文库，多次搬家，最终病逝。陈来生1942年到1949年负责管理中央文库，因经费极其紧张，他动员整个家庭保管中央文库，他父亲、两个弟弟和妹妹一家靠摆杂货摊、大饼店、面店为生，用跑单帮做掩护，4次成功转移中央文库，直到1949年上海解放。
上海解放后，1949年9月17日，中共中央华东局办公厅请示中共中央办公厅如何处理中央文库的档案文献。中央办公厅复电称，请指定几个可靠的同志负责清理登记、装箱，并派专人护送，全部送中央秘书处；对保管文件有功的人员，请中央华东局办公厅先予奖励。该复电是经毛泽东、刘少奇、朱德审阅，周恩来批发。电报稿有句话原文为“对保存文件有功的同志，请你处先予奖励”；毛泽东根据事先了解到的情况，在审稿时将“有功的同志”改成“有功的人员”，即对保护中央文库有功的同志、家属及有关人员都应表彰和奖励。中央文库的档案文献现保存在中央档案馆。

### 局馆成立
1950年，苏联专家米留申先后在6月5日、7月20日、8月10日三次致信中央人民政府政务院总理周恩来，建议成立国家档案局，并成立五个中央国家档案馆，制定全国统一的文书档案工作制度、全国统一的标准的文件材料保管期限一览表等等。1954年初，在中国人民大学任职的苏联专家谢列滋涅夫提出整顿全国档案工作意见和建议，认为当务之急是“请中央发布一个关于档案工作的指示，以督促各方面的注意和重视；并请中央设立领导全国党、政、军档案工作的机构”。该意见受到中共中央委员会委员、中国人民大学校长吴玉章重视。1954年3月12日，吴玉章致信中共中央办公厅主任杨尚昆、中央人民政府政务院秘书长习仲勋，转告上述意见。1954年7月2日，中共中央办公厅秘书处处长曾三致函习仲勋，建议成立档案管理局。
1954年10月31日，第二次国务院全体会议召开，讨论通过了向全国人民代表大会常务委员会所作的关于批准国务院下设20个直属机构的报告，其中包括了国家档案局。11月8日，根据国务院总理周恩来的提议，在第一届全国人民代表大会常务委员会第二次会议上，国务院设立直属机构国家档案局的建议获批准。1954年11月10日，国务院发出(54)国政习字第六号通知，国务院下设的20个直属机构中包括了国家档案局。
1954年11月26日，国家档案局局长曾三主持研究国家档案局的组织机构问题，参加者有中共中央秘书局副局长裴桐、中共中央秘书局田风起、国家档案局筹备人员王明哲、胡明诚以及国务院秘书厅档案科章波。12月16日，国家档案局筹备小组成立，组长于青来，副组长王明哲、胡明诚。12月20日，曾三召集会议讨论《国家档案局组织条例》。1955年5月20日，国务院秘书长第16次会议讨论《国家档案局暂行组织简则》、《国家档案局一九五五年工作计划要点》。8月26日，国务院秘书长第23次会议讨论《国家档案局组织简则》及组织编制等问题。1955年11月19日，《国家档案局组织简则》经国务院常务会议批准实行，其中规定“国家档案局在国务院直接领导下，掌管国家档案事务。”还规定了国家档案局的职责、权力和任务。11月25目，国务院(55)国秘常字第二一八号通知宣布《国家档案局组织简则》获得批准。1954年12月28日，国家档案局成立临时党支部。1954年12月18日，国务院秘书厅发出(54)国秘常字第二十四号文，发送国家档案局印章一枚。12月22日该印章正式启用。1955年3月15日，国务院发出(55)国秘常第五十二号文，颁发带中华人民共和国国徽的国家档案局印章。3月21日，国家档案局以(55)档字零四三号文宣布启用该印章。 
1954年12月，中共中央办公厅决定成立中央档案馆筹备处，开展筹备建馆工作。1959年6月，中共中央、国务院批准成立中央档案馆。1959年10月8日，中央档案馆开馆。基本任务是：“科学地管理党和国家的重要档案、资料，进行史料的考证和研究，编纂出版档案文献，为社会主义各项事业服务。”。经研究论证，提出了中央档案馆建设总体方案，馆址选在北京西郊温泉苗圃以南、白家疃以西地区。方案认为此处西南靠山，较为隐蔽，有利安全；无矿区，空气清洁，有利档案保护；距公路不远，交通便利。方案提出，中央档案馆设计建筑面积44000平方米。1955年8月26日，习仲勋主持国务院秘书长办公会第二十三次会议审议同意，并报周恩来批准了该方案。经3年多建设，1959年10月，中央档案馆全部建成投入使用。周恩来为中央档案馆题写馆名。郭沫若为中央档案馆题诗：“前事不忘后事师，自来坟典萃先知。犹龙柱下窥藏史，呼凤舆前听诵诗。国步何由探轨迹，民情从以识端倪。上林春讯人间满，剪出红梅花万枝。”
1956年4月16日，国务院《关于加强国家档案工作的决定》中首次提出档案是“国家的历史财富”，并明确规定了档案工作的基本原则。1958年底和1959年初，周恩来根据档案工作的实际情况提出：“我认为应放在党委秘书长领导之下，不要放在政府系统领导之下，其原因是有许多党的档案不宜归政府管，而更重要的是每一档案必须以党的政策方针为纲才好整理，故必须从每一档案的出处立根，宜归党管。至于组织形式，也是政府的一个机构，那是可以的。”1959年1月7日，中共中央发出《关于统一管理党、政档案工作的通知》，由此确立了党政档案工作统一管理的原则，其中规定，“在档案工作统一管理之后，各级档案管理机构既是党的机构，又是政府机构。”国家档案局既是党的机构，又是政府机构，由中共中央办公厅直接领导。中央档案馆既是党的档案馆，又是政府的档案馆；既接收保管党的系统的档案，也接收保管政府系统的档案。自此，全国档案工作统一由国家档案局领导，中央党的档案和国务院机关的档案统一由中央档案馆管理。全国各省（自治区、直辖市）、各机关团体、企业和事业单位和中央各国家机关均按照该规定，实行了党政档案统一管理和党政档案工作统一领导和指导。

### 文革时期
1965年11月，主管国家档案事业的中共中央书记处候补书记、中共中央办公厅主任杨尚昆因“窃听器事件”被停职审查。1966年5月，中央工作会议对彭真、罗瑞卿、陆定一、杨尚昆反党集团进行批判，撤销职务。文革爆发后，1966年5月下旬，中央办公厅副主任田家英自杀身亡，中央办公厅副主任、国家档案局局长、中央档案馆馆长曾三及大批干部受株连。改组后的中央办公厅领导推行极左路线。1966年6月3日，中央办公厅一位副主任来到国家档案局召开国家档案局、中央档案馆17级以上干部会议，传达中央书记处和中央办公厅的决定，宣布曾三、裴桐的“罪行”。国家档案局指导全国档案工作的职责被停止，国家档案局的首要任务是揭发批判曾三、裴桐。1966年6月4日，中央档案馆召开全体干部大会，传达中办副主任邓典桃的报告，宣布中央档案馆正式开始文革；当日封闭档案库房，业务工作停滞。中办决定，除了保证随时提供中央书记处调用档案之外，停止其他档案利用工作，并查封档案，收管库房钥匙。中央档案馆的主要任务是揭发批判曾三、裴桐。6月13日，中央办公厅向全国发出《关于揭发批判档案工作中反社会主义黑线的通知》，全盘否定中华人民共和国成立以来的档案工作，称档案工作中“存在着一条以曾三为首的反社会主义黑线”，号召全国档案战线揭发批判。11月5日，中央办公厅正式撤销曾三的中央办公厅副主任、国家档案局局长、中央档案馆馆长职务。
此后，国家档案局和中央档案馆局处级干部20人被全部打倒。干部和工勤人员28人被立案审查，其中局级干部6人、处级干部11人，科以下干部、工人11人；被迫害致死5人，开除党籍4人，留党察看11人，受其他处分8人。另有70多人受各类审查和迫害。其中，国家档案局副局长王仲珊、处长卫文秀受迫害去世。明清档案部干部殷钟麒1969年1月到江西五七干校劳动，9月被定为“资产阶级知识分子”遣送重庆老家，1970年在原籍去世。大批业务骨干被调离档案工作岗位，一批规章制度被废止。
1967年4月29日，中共中央决定，中央档案馆由中央文革小组直接领导。5月初，军代表进驻中央档案馆，领导运动。9月22日，中央档案馆转归中央办公厅领导。1968年1月4日，中央办公厅派中国人民解放军8341部队军代表进驻国家档案局，领导清理阶级队伍和整党。1969年1月，国家档案局全体工作人员被下放江西省进贤县中央办公厅五七干校，从事体力劳动并继续开展运动。1969年5月26日，国家档案局被撤销。
1970年1月，中央档案馆改名为中共中央档案馆。在此前后，国家档案局科研所等机构被撤销，东北档案馆遭到肢解，中国历史档案馆、中国第二历史档案馆被划出档案系统，中国人民大学历史档案系停办，地方各级档案机构大多遭到撤销。各级档案馆和机关档案室或被撤销，或被削弱。全国档案机构陷入瘫痪。
曾三被打倒后，全国各级档案部门的部分领导及大批干部受到株连迫害。大批干部被调离工作岗位、进入五七干校。中国第二历史档案馆馆长胡敬一、副馆长王可风，黑龙江省档案局局长韩二辉、重庆市档案馆馆长张达成、武汉市档案馆馆长楚占彪、上海市公安局档案处处长王学纯等遭打击迫害去世。
中央档案馆改名为中共中央档案馆后，有不少人和单位仍然使用“中央档案馆”一名。例如1972年，为妥善保存录音档案，周恩来在中央广播事业局《关于移交录音档案的报告》上批示：“待中央档案馆库房建立起科学保管条件，就将应长期保存的录音档案接收进馆。”

### 恢复发展
1976年10月，中共中央决定征集毛泽东主席的一切手稿，到1980年5月，各地已经向中央档案馆移交毛主席手稿2000多件。1977年3月，中国社会科学院规划办公室主持召开了在京档案界部分人员参加的档案科学规划座谈会，会上成立了“档案学规划小组”。该小组起草了《档案学八年（1978—1985年）规划的初步设想》（草稿）。1979年2月，中共中央、国务院正式批准恢复国家档案局。同年4月，中共中央办公厅、国务院办公室发出《关于恢复中央档案馆名称和国家档案局的通知》。中共中央办公厅发出《关于为“档案工作中反党反社会主义黑线”等错案彻底平反的通知》, 要求各级档案部门必须彻底平反因受这两个文件影响而形成的冤、假、错案。同年8月，国家档案局在北京召开全国档案工作会议，会议提出“恢复、整顿、总结、提高”的主要任务。同年10月，在北京举办了由国际档案理事会发起的国际档案周庆祝活动。同年11月，中共中央、国务院批转国家档案局《关于处理文化大革命运动中形成的冤、假、错案内容的文书材料的意见》。
1980年1月，国家档案局、外交部联合发出关于中国1980年正式加入国际档案理事会给国际档案理事会主席的信。《档案工作》杂志正式复刊并公开发行。同年5月，中共中央书记处讨论《关于中央档案馆开展利用工作的请示报告》，并且就开放历史档案的问题作出决定。同年7月，国家经济委员会、国家基本建设委员会、国家科学技术委员会、国家档案局在北京联合召开全国科技档案工作会议, 讨论恢复、整顿科技档案工作的任务以及《科技档案工作条例》，该条例经国务院批准于同年12月发布施行。同年9月，中国档案代表团参加了国际档案理事会在英国伦敦举办的第九届国际档案大会，中国自此正式加入国际档案理事会成为会员国。
1981年1月，国务院发出同意文化部、国家档案局、国家人事局制定的《图书、档案、资料专业干部业务职称暂行规定》的通知。同年9月，国家经济委员会、国家档案局联合发出《关于在企业整顿中要注意整顿科技档案工作的通知》。同年11月，中国档案学会成立大会暨全国第一次档案学术讨论会在北京召开，大会通过《中国档案学会章程》、《中国档案学会三年学术活动计划要点》。
1982年1月，国家档案局成立了档案出版社。1982年1月18日，国家基本建设委员会、国家城市建设总局、国家档案局联合发出《关于进一步加强城市基本建设档案工作的通知》。同年11月，中共中央办公厅、国务院办公厅转发国家档案局《关于“文化大革命”中形成的档案材料处理问题的报告》和《关于开放历史档案问题的报告》。1983年4月，国家档案局颁发《档案馆工作通则》。同年5月，国家档案局、劳动人事部联合发出《关于印发〈档案工作干部业务职称实施办法〉的通知》。同年6月，中共中央办公厅、国务院办公厅转发国家档案局等单位联合调查组《关于“文化大革命”和“两案”审理中形成的档案材料处理问题的报告》。1984年3月，国家档案局经同中共中央统战部及全国政协协商，召开了民主党派中央机关、全国工商联档案工作座谈会并发出《关于加强民主党派档案工作的通知》。
1980年2月，《中共中央、国务院批转国家档案局关于全国档案工作会议的报告》进一步明确了档案工作管理体制和原则。就管理体制说，各级档案机构既是党的机构又是政府机构。国家档案局既是中共中央的一个工作部门，又是国务院直属局，对全国档案工作进行指导、监督、检查。地方各级档案管理机构都是同级党委和人民政府的直属机构。为加强党对档案工作的领导，还规定各级档案管理机构在中央由中央办公厅主任直接领导，在地方由各级党委秘书长直接领导，不设秘书长的县委由办公室主任直接领导。重新确立了集中统一管理档案工作的原则。1982年底，全国档案管理机构已经基本恢复。

### 改归政府
1984年6月，国家档案局在北京召开省、自治区、直辖市档案局负责人座谈会，正式提出档案管理体制改革的问题，认为“党政档案工作统一管理、主要归党委管的体制”，是为适应1950年代档案工作情况而确立，已与目前形成的具有国家规模的档案事业不相适应，应在指导思想上大转变。1985年2月8日，《中共中央、国务院批转〈关于调整我国档案工作领导体制的请示〉的通知》（中委〔1985〕29号文件）下达，规定继续实行党政档案工作统一管理的原则，各级档案管理机构既是党的机构，又是政府机构，列入政府序列，档案馆归口档案局管理，国家档案局由中共中央办公厅领导改归国务院领导，是国务院管理档案工作的职能部门，为国务院直属机构。
根据国务院在机构改革中提出的“转变职能、下放权力、调整机构、精简人员”要求，经国务院机构编制委员会1988年8月审议批准，国家档案局下设的司（室）及处级机构到1989年初均已按“三定”确定的职能投入运行。
1979年2月，中共中央、国务院批准恢复国家档案局，张中任局长、党组书记。在1979年8月召开的全国档案工作会议上，张中局长首次提出制定《中华人民共和国档案法》的主张。此后他以全国政协委员身份，在第五届全国政协第二、四、五次会议上三次提案。1987年9月5日，第六届全国人民代表大会常务委员会第二十二次会议通过《中华人民共和国档案法》。此后，1996年7月5日第八届全国人民代表大会常务委员会第二十次会议《关于修改〈中华人民共和国档案法〉的决定》第一次修正，2016年11月7日第十二届全国人民代表大会常务委员会第二十四次会议《关于修改〈中华人民共和国对外贸易法〉等十二部法律的决定》第二次修正。该法第六条规定：“国家档案行政管理部门主管全国档案事业，对全国的档案事业实行统筹规划，组织协调，统一制度，监督和指导。”

### 局馆合一
1993年3月22日，第八届全国人民代表大会第一次会议通过《第八届全国人民代表大会第一次会议关于国务院机构改革方案的决定》。1993年4月19日，国务院发出的《关于国务院机构设置的通知》（国发〔1993〕25号）说：“在这次机构改革中，国务院的部委、直属机构、办事机构、直属事业单位均作了调整。”“国家档案局与中央档案馆，一个机构两块牌子，列入中共中央直属机关的下属机构。”中央档案馆和国家档案局机构改革方案经中共中央和国务院批准，从1993年10月17日起正式实施。该方案规定，中央档案馆与国家档案局合并，一个机构挂中央档案馆与国家档案局两块牌子，履行档案保管、利用和全国档案事业行政管理两种职能，为中共中央和国务院直属机构、副部级单位（中央档案馆升格，国家档案局保留原级格），由中央办公厅管理。1993年，《中央档案馆、国家档案局职能配置、内设机构、人员编制方案》经中央机构编制委员会办公室审核，后经中共中央、国务院领导批准，予以印发。
与此同时，地方各级档案管理机构仿照中央一级档案管理机构的改革模式，推行一个机构（或一套人马）两块牌子（档案局、档案馆）的“局馆合一”体制，履行本行政区域的档案行政管理和档案保管利用这两种职能。各地在实行“一个机构、两块牌子，履行两种职能”的制度后，从编制上说有的是档案局（馆）全部为行政编制，也有的是档案局为行政编制、档案馆为事业编制，还有的是档案局（馆）全部为事业编制。从隶属关系上说，有的归党委、政府合管，有的归党委管，有的归政府管，有的归政府办公厅管，有的归党委办公厅管。“局馆合一”体制意在精简机构、减少行政人员。
截至2016年，中央档案馆馆藏360个全宗，档案149万余卷又30余万件，各种资料240余万册，并保管毛泽东藏书96000多册。多年来，中央档案馆围绕党和国家工作大局和中心任务提供档案服务，先后为编辑《毛泽东选集》（1—4卷）以及周恩来、刘少奇、朱德、任弼时、邓小平、陈云文选，撰写他们的传记；为中央国家机关及各地方、各方面编研的各类专题提供档案文献。中央档案馆编辑出版了许多档案汇编及资料，如《中共中央文件选集》（1921—1966）68册、《中国共产党第一次至第七次全国代表大会档案文献选编》9卷、《中国共产党历史资料丛书》12卷、《毛泽东评点资治通鉴》10册、《毛泽东评点二十四史》185卷、《中华人民共和国经济档案资料选编》31卷等。2013年，中央档案馆出版发行《中共中央文件选集(1949.10-1966.5)》的汇编。

## 职责
根据《中央档案馆、国家档案局职能配置、内设机构、人员编制规定》，中央档案馆、国家档案局承担下列职责：
1. 对全国档案工作实行统筹规划、宏观管理。依据党和国家的政策、法规，拟定档案工作的方针、政策、法规和规章制度；组织、指导、检查、监督、协调中央、国家机关、军队、群众团体和省、自治区、直辖市的档案业务工作。
2. 集中统一管理党和国家中央机关的重要档案资料，保守党和国家机密，维护档案的完整，确保档案资料的安全。
3. 负责接收、征集、整理、保管党和国家中央机关的重要档案资料，推进档案工作的科学化管理和现代化建设，做好档案编研出版工作，为社会提供利用。收集散失在境外的中国档案材料以及与中国有关的档案文件和史料。
4. 制定档案工作人员队伍建设规划，组织档案专业教育和档案专业干部培训工作。负责档案专业技术职务评聘的有关工作。
5. 统一组织领导全国性档案工作外事活动和国际交流的有关工作。
6. 完成党中央、国务院交办的有关事宜。

## 机构设置
根据《中央档案馆、国家档案局职能配置、内设机构、人员编制规定》，中央档案馆、国家档案局设置下列机构：

### 内设机构
- 办公室
- 档案馆（室）业务指导司
- 经济科技档案业务指导司
- 政策法规研究司
- 档案资料保管部
- 档案资料利用部
- 行政财务司
- 外事办公室
- 技术部
- 离退休干部工作办公室
- 档案整理中心
- 信息管理中心
- 机关党委

### 直属事业单位
- 中国第一历史档案馆
- 中国第二历史档案馆
- 档案干部教育中心
- 中国档案杂志社
- 中国档案报社
- 档案科学技术研究所

### 主管社会团体
- 中国档案学会（业务主管单位为中国科学技术协会）

## 历任领导
| 中央档案馆馆长 - 曾三（1959年6月－1966年） - 肖光（1970年1月－1979年6月，中共中央档案馆馆长） - 曾三（1979年6月－1982年2月） - 王明哲（1982年2月－1993年12月） - 王刚（1993年12月－1999年12月） - 毛福民（1999年12月－2006年7月） - 杨冬权（2006年7月－2015年7月） - 李明华（2015年7月－2020年5月） - 陆国强（2020年5月－2023年8月） - 王绍忠（2023年8月－） 中央档案馆副馆长 - 裴桐（1959年5月－1966年，常务副馆长；1979年至1981年，第一副馆长） - 邱兰标（1959年－1966年） - 王明哲（1977年11月－1982年2月） - 徐思顺（？－？） - 刘国能（1993年12月－1998年） - 沈正乐（？－？） - 毛福民（？－1999年12月） - 冯鹤旺（？－？） - 郭树银（？－？） - 杨公之（？－？） - 杨冬权（2000年5月－2006年7月） - 李明华（2005年3月－2015年7月） - 段东升（2005年3月－2015年4月） - 李和平（2005年11月－2013年11月） - 杨继波（2006年7月－2016年12月） - 许士平（2014年5月－2016年2月） - 胡旺林（2014年5月－2018年11月） - 王绍忠（2015年12月－2023年8月） - 付华（2016年5月－） - 刘鲤生（2016年12月－2021年2月） - 魏洪涛（2018年11月－2024年1月） - 高嵌（2023年8月－） - 李洁鸿（2023年11月－） - 林振义（2024年1月－） | 国家档案局局长 - 曾三（1954年11月20日－1966年11月） - 杨青（1966年7月－1967年1月，中共中央办公厅副主任兼） - 张中（1979年6月－1983年1月） - 韩毓虎（1983年2月－1988年11月） - 冯子直（1988年11月－1994年1月） - 王刚（1994年1月－2000年1月9日） - 毛福民（2000年1月9日－2006年7月11日） - 杨冬权（2006年7月11日－2015年8月12日） - 李明华（2015年8月12日－2020年6月8日） - 陆国强（2020年6月8日－2023年8月30日） - 王绍忠（2023年8月30日－） 国家档案局副局长 - 张中（1955年2月17日－1966年） - 洛风（1956年10月10日－1966年） - 郝化村（1956年10月10日－1966年） - 邱兰标（1956年10月10日－1966年） - 王仲珊（1959年8月25日－1966年） - 李凤楼（1979年－？） - 田凤起（？－？） - 冯子直（1982年－1988年11月，常务副局长） - 张成良（1987年9月－1993年12月） - 刘国能（1990年9月－1998年） - 沈正乐（？－？） - 毛福民（？－2000年1月9日） - 冯鹤旺（？－？） - 郭树银（？－？） - 杨公之（？－？） - 杨冬权（2000年6月－2006年7月11日） - 李明华（2005年3月－2015年8月12日） - 段东升（2005年3月－2015年4月24日） - 李和平（2005年11月－2013年11月12日） - 杨继波（2006年7月－2016年12月28日） - 许士平（2014年5月21日－2016年2月26日） - 胡旺林（2014年5月21日－2018年11月21日） - 王绍忠（2016年1月7日－2023年8月30日） - 付华（2016年5月21日－） - 刘鲤生（2016年12月28日－2021年2月25日） - 魏洪涛（2018年11月21日－2024年1月5日） - 高嵌（2023年8月30日－） - 李洁鸿（2023年11月17日－） - 林振义（2024年1月5日－） |